# Carissima
Carissima es una telenovela venezolana producida y transmitida por RCTV en el año 2001. Original de Julio César Mármol.
Protagonizada por Roxana Díaz y Carlos Montilla, y con las participaciones antagónicas de Maricarmen Regueiro, Franklin Virgüez, Félix Loreto y Carolina Tejera. Las actuaciones estelares de Carlos Cámara Jr. y Dalila Colombo.

## Sinopsis
Es la historia de amor de Avril Zurli y Gabriel Santuario. Historia que se ve truncada, cuando Gabriel se entera de que su padre ha sido asesinado y el principal sospechoso es Monserrat Vallemorín (alias Moncho), hombre poderoso que se mueve en los bajos fondos del crimen organizado, enemigo de su familia y supuesto “padrino” de Avril. Gabriel se ve conminado a llevar a cabo la venganza de su padre, Ulises Santuario, enfocándola especialmente en los dos grandes amores de Monserrat: Marbella, su hija de crianza, y Avril, su supuesta “ahijada”.
Avril es una joven médico recién graduada que busca trabajo infructuosamente, despreciando, sin embargo, la ayuda que le ofrece Moncho, que es también un afamado médico cardiólogo, dueño de la mejor clínica del país. Avril no acepta nada de su “padrino” a quien desprecia por el trato de sirvientes que le ha dado a los que cree y ama como sus padres, y porque sospecha lo turbio de sus actividades y negocios. Moncho, por el contrario, se desvive por Avril y trata de demostrarle su cariño de todas las maneras posibles, lo cual, lejos de proporcionarle el amor fraternal de la bella joven, despierta los celos enfermizos de Marbella, que se siente desplazada en el cariño de su padre por Avril. Marbella crecerá llena de odio hacia Avril, por considerar que le quitó algo de su pertenencia y tratará, por todos los medios a su alcance, de hacerle la vida desgraciada para vengarse de su sufrimiento.
Lo que Marbella no sabe, es que Avril es la verdadera hija de Moncho, habida en una relación con Thania Guzmán antes de su matrimonio con Yermaní Vallemorín. Moncho le quitó la niña a Thania y se la entregó a Antonio Zurli, un inmigrante italiano que se vino de su país huyendo de la mafia y a quien Moncho ayudó a escapar y a establecerse en Venezuela, bajo una identidad falsa y empleándolo como su jardinero. Moncho oculta la verdadera identidad de Avril para evitar que sus enemigos, y especialmente la familia de su esposa, quieran asesinarla. Cuando Avril nació, Moncho tenía una gran deuda de dinero y decidió dejarse “comprar” por Álvaro Burgos, hombre rico y poderoso, para casarlo con su única hija, Yermaní, que estaba embarazada de padre desconocido, con el compromiso de reconocer esa hija como suya para evitar el deshonor de la familia.
Por otra parte, Thania Guzmán, la verdadera madre de Avril, tuvo otra hija de Moncho, de lo cual este nunca se enteró al ella ocultárselo para evitar que se la quitara, como lo hizo con la otra. Esta niña, cuyo nombre es Adriana, se la entregó a una pareja de colombianos, los Libordo, para que la criaran. Adriana, siendo hermana de Avril sin saberlo, le disputará el amor de Gabriel.
Moncho frecuenta a Thania, conocida ahora como Esmeralda Aquino, dueña de un lujoso Night Club llamado “La Casa Rosada”, quien se debate fieramente entre el amor y el odio que siente por este hombre.
En cuanto a Gabriel, este había huido de su casa siendo muy joven, pues no quería verse envuelto en los hechos de violencia que rodeaban a su padre, a pesar de quererlo mucho. Luego, contando con el apoyo de Erasmo, la mano derecha de Ulises, y después de pasar varios años en el extranjero, regresó al país bajo un nombre falso, Miguel David Montalvo, que es como lo conocerán Avril y Marbella. Este cambio de identidad lo favorecerá a la hora de llevar a cabo sus planes de venganza, ya que nadie sabe que es hijo de Ulises. Pero como en toda gran historia romántica, el amor complicará los planes de Gabriel al enamorarse perdidamente de Avril, y sumirse en el tormento entre su deber y sus sentimientos.
Más tarde aparecerá José Tomás Urriola, un misterioso joven que también tiene cuentas pendientes con Moncho, a quien culpa del suicidio de su padre, y que atentará contra su vida. José Tomás se enamorará de Avril y ella se sentirá atraída por él, una vez decepcionada por la traición de Gabriel.
Todo esto y más formarán parte de esta apasionante historia, donde el amor deberá imponerse para tratar de sortear un fatídico destino.

## Elenco
- Roxana Díaz como Avril Zurli Gavazzeni.
- Carlos Montilla como Gabriel Enrique Santuario Moro/Miguel David Montalvo
- Maricarmen Regueiro como Yermaní Burgos Urquia de Vallemorín.
- Franklin Virgüez como Montserrat Vallemorín Martínez.
- Carlos Cámara Jr.  como Antonio Zurli.
- Carolina Tejera como Marbella Vallemorín Burgos.
- Carlos Márquez como Felipe Vallemorín.
- Dalila Colombo como Esmeralda Aquino / Thania Guzmán.
- Félix Loreto como Ulises Santuario Cedeña.
- Chantal Baudaux como Adriana Libordo.
- Gabriel Fernández como Tito Santuario.
- Manuel Salazar como Domingo Libordo.
- Francis Rueda como Esther Moro de Santuario.
- Alberto Rowinski como Erasmo de la Franchesca.
- Leopoldo Regnault como Dr. Gregorio Alemán.
- Martín Lantigua como Álvaro Burgos Caicedo.
- Verónica Ortíz  como Valentina Ávila.
- Estefanía López como Melani Santuario.
- Jerónimo Gil como Héctor Coronel.
- Reina Hinojosa como Messalina.
- Verónica Cortéz como Tarcisia Gavazzeni de Zurli.
- Violeta Alemán como Martha Forero.
- Enrique Izquierdo como Santiago Santuario.
- Jeanette Flores como Marisol Santana.
- Samuel González como Humberto "Kiko" Zurli Gavazzeni.
- Marianela González como Marni Zurli Gavazzeni
- Sandy Olivares como Omar Santuario.
- Javier Vidal
- Desideria D'Caro
- Alejandro Mata
- Bud Spencer Pérez
- Carlos Herrera
- Dorinay Castillo
- Freddy Salazar
- Frederick Wolf
- Iván Romero Como Nagualy
- José Luis Montero Como Javier Delgado
- Julio César Castro
- Karen Noorgard
- Leonardo Villalobos
- Magaly Serrano como Veruska Santuario
- Melida Mármol
- Marianela Villegas
- Patricia Talavera
- Ricardo Gruber
- Wilmer Sabaelo
- Karl Hoffman Como Ricardo
- Winda Pierralt como Teolinda Marcano.
- Juan Carlos García como José Thomas Urriola.
- Edgar Gómez
- José Ángel Ávila como Lucién Arévalo.
- Freddy Aquino

## Temas musicales
- Te quise olvidar por: MDO - (Tema principal de Avril y Gabriel)
- Me muero de amor por: Natalia Oreiro - (Tema de Omar y Marni)

## Producción
- Titular de Derechos de Autor de la obra original: Radio Caracas Televisión (RCTV) C.A.
- Original de: Julio Cesar Mármol
- Producida por: Radio Caracas Televisión C.A.
- Vice-Presidente de Dramáticos, Humor y Variedades RCTV Radio Caracas Televisión C.A.: José Simón Escalona
- Dirección General: Otto Rodríguez
- Producción Ejecutiva: Mariana Djuro Stürup
- Producción General: Marco Godoy Ramírez
- Dirección de Arte: Matías Tikas
- Dirección de Exteriores: Arturo Páez
- Producción de Exteriores: Vladimir Salazar
- Asistente de Producción exteriores:

Héctor Rodríguez Olivares
- Dirección de Fotografía: Ignacio González
- Edición: Ray Suárez
- Música Incidental: Vinicio Ludovic
- Musicalización: Esnel Noguera
- Libretos: Julio César Mármol, Julio César Mármol Jr., Manuel González, Manuel González U., Daniel González
- Coordinador: Gabriel Esparragoza
- Escenógrafo General: Elisette de Andrade
- Diseño de Vestuario: Silvia Vidal

- Datos: Q5749251